# Diane Cilento
Elizabeth Diane Cilento (ur. 2 kwietnia 1932 w Mooloolaba, stan Queensland, zm. 6 października 2011 w Cairns, Queensland) – australijska aktorka filmowa i teatralna, nominowana do Oscara za rolę drugoplanową w filmie Przygody Toma Jonesa (1963).

## Życiorys
Absolwentka Royal Academy of Dramatic Art w Londynie. W 2001 odznaczona australijskim Medalem Stulecia za wybitne osiągnięcia w teatrze.
Trzykrotnie wyszła za mąż. Jej pierwszym mężem był Andrea Vople. W latach 1962–1973 była żoną aktora Seana Connery’ego, a jej trzecim mężem był dramatopisarz Anthony Shaffer. Miała dwoje dzieci: z pierwszego małżeństwa córkę Giovannę Volpe, a z drugiego syna Jasona Connery’ego.

## Filmografia
- 1952: Moulin Rouge
- 1955: Passage Home
- 1957: Niezastąpiony kamerdyner (The Admirable Crichton)
- 1963: Przygody Toma Jonesa (Tom Jones)
- 1965: Udręka i ekstaza (The Agony and the Ecstasy)
- 1967: Hombre
- 1973: Hitler – ostatnie 10 dni (Hitler: The Last Ten Days)
- 1973: Kult (The Wicker Man)